# Cantó de Wœrth
El cantó de Wœrth (alsacià Kanton Werth) és una antiga divisió administrativa francesa que estava situat al departament del Baix Rin i a la regió del Gran Est.

## Composició
El cantó de Wœrth aplegava 19 comunes :
| Nom alsacià          | Nom francès           | Nom alemany        |
| Bíwelse              | Biblisheim            | Biblisheim         |
| Defebàch / Diefebàch | Dieffenbach-lès-Wœrth | Dieffenbach        |
| Dírrebàch            | Durrenbach            | Dürrenbach         |
| Eschbàch             | Eschbach              | Eschbach           |
| Forschem             | Forstheim             | Forstheim          |
| Freschwiller         | Frœschwiller          | Fröschwiller       |
| Gerschdorf           | Gœrsdorf              | Görsdorf           |
| Gunstett             | Gunstett              | Gunstett           |
| Hajenai              | Hégeney               | Hegeney            |
| Làmpertschloch       | Lampertsloch          | Lampertsloch       |
| Làngesulzbàch        | Langensoultzbach      | Langensulzbach     |
| Laubàch              | Laubach               | Laubach            |
| Morschbrunn          | Morsbronn-les-Bains   | Morsbronn          |
| Owerdorf-Spàchbàch   | Oberdorf-Spachbach    | Oberdorf-Spachbach |
| Prischdorf           | Preuschdorf           | Preuschdorf        |
| Wàlburi              | Walbourg              | Walburg            |
| Werth                | Wœrth                 | Wörth              |

## Història
| Data d'elecció | Identitat            | Partit       | Qualitat |
| -------------- | -------------------- | ------------ | -------- |
| 2004-          | Guy-Dominique Kennel | UMP i aliats |          |